# Pyranometer

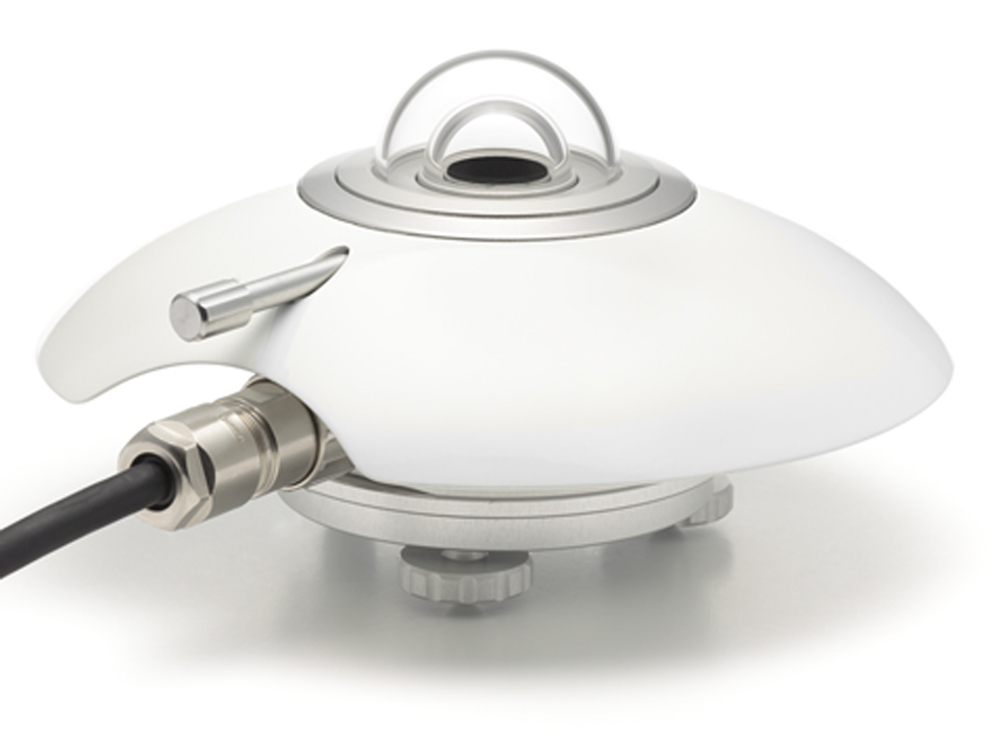
Ein Pyranometer vom Typ SR20 (Firma Hukseflux)

Ein Pyranometer (von altgriechisch πῦρ pyr, deutsch ‚Feuer‘ und οὐρανός ouranós, deutsch ‚Himmel‘) dient der Messung der eintreffenden kurzwelligen Sonneneinstrahlung. Mit anderen Worten: Ein Pyranometer ist ein Sensor zum Messen der Bestrahlungsstärke der Sonne (in Watt pro Quadratmeter) mit einem Sichtfeld von 180 Grad.
Pyranometer werden in der Meteorologie, Klimatologie, Bauphysik und bei Forschungen über Solarenergie vielfach angewendet. Sie werden in meteorologischen Stationen gebraucht, meistens waagerecht montiert und neben Solarzellen meistens parallel zur Fläche der Solarzelle angebracht. Für Pyranometer existiert der Standard ISO 9060, der auch durch die World Meteorological Organization anerkannt ist. Dieser Standard unterscheidet drei Klassen. Die beste Klasse wird secondary standard genannt, die zweitbeste first class und die letzte second class.

## Messprinzip

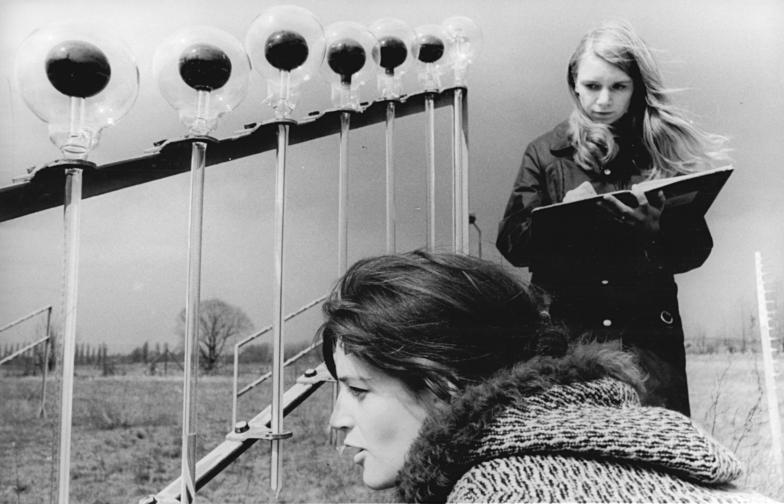
Potsdam, 1973: Messungen mit „Kugelpyranometern nach Bellani“

Pyranometer erfassen normalerweise die aus dem Halbraum über dem Sensor eintreffende Strahlung. Diese Strahlung um den sichtbaren Wellenlängenbereich des Sonnenlichtspektrums wird Globalstrahlung genannt und besteht aus der direkten Sonneneinstrahlung (Direktstrahlung) und aus der diffusen Himmelsstrahlung (Diffusstrahlung). Meist wird der Strahlungseinfall auf eine horizontale Fläche gemessen. Das Pyranometer besteht aus einer Abdeckung, die es vor Umwelteinflüssen schützt, und einer geschwärzten Thermosäule. Das Ausgabesignal ist mittels eines Kalibrierfaktors direkt proportional zur Bestrahlungsstärke, die in Watt pro Quadratmeter gemessen wird.
Für eine Wärmeflussdichte- oder Irradiationsmessung ist das Richtungsverhalten proportional zum Kosinus des Einfallswinkels, die maximale Antwort wird also für senkrecht einfallende Strahlung erhalten.

## Bauarten

### Pyranometer (Standard)
Die Hauptbestandteile eines Pyranometers sind:
- Eine Thermosäule mit schwarzem Gehäuse. Dieser Sensor absorbiert alle Sonnenstrahlung in einem Wellenlängenbereich von 0,3 µm bis 5 µm. Das Ausgangssignal ist nahezu proportional zum Kosinus des Zenitwinkels.
- Die Glaskuppel beschränkt den Spektralbereich auf 0,3 µm bis 2,8 µm (der Bereich über 2,8 µm wird herausgefiltert). Außerdem schützt die Glaskuppel die Thermosäule vor Konvektion.

Die schwarze Beschichtung der Thermosäule absorbiert die Solarstrahlung und setzt diese in Wärme um. Die Wärme wird durch den Sensor in das Gehäuse des Pyranometers geleitet. Die Thermosäule gibt eine zur Strahlung proportionale elektrische Spannung ab.
Ein Pyranometer ist ein aktives Messgerät; es benötigt also keine externe Energiequelle.

### Schattenring-Pyranometer
Ein Schattenring-Pyranometer ist ein um eine dünne, oft halbkreisförmige Abdeckung ergänztes Pyranometer zur Messung der Diffusstrahlung.  Der Schattenring schirmt die Sensoren vor der direkten Sonneneinstrahlung ab, so dass diese nur die diffuse kurzwellige Strahlung messen. Aus gemessener diffuser Strahlung und Globalstrahlung kann die Direktstrahlung berechnet werden.
Der Schattenring muss mit dem Sonnenlauf mitgeführt werden. Weil der Schattenring auch diffuse Einstrahlung aus dem abgeschirmten Himmelsbereich verhindert, müssen die Messergebnisse um einen Wert für diesen Bereich nachträglich korrigiert werden.

### Albedometer oder Zweifach-Pyranometer
Ein Albedometer zur Messung der kurzwelligen Sonnenstrahlung von oben und der kurzwelligen von unten reflektierten Strahlung ist ein Zweifach-Pyranometer. Es besteht im Grunde aus zwei zusammengeschalteten Sternpyranometern: Auf der Rückseite des nach oben gerichteten Pyranometers ist ein weiteres, nach unten gerichtetes Pyranometer eingebaut. Das somit in der Horizontalen um 180° gedrehte Pyranometer dient zur Messung der reflektierten Sonnenstrahlung. Aus dem Verhältnis der beiden Strahlungsflüsse lässt sich die Albedo, d. h. das Rückstrahlungsvermögen der Oberflächen unter dem Albedometer, berechnen.